# Sigamary Diarra
Sigamary Diarra (Villepinte, 10 januari 1984) is een Frans-Malinees voetballer (aanvaller) die sinds 2009 voor de Franse eersteklasser FC Lorient uitkomt. Voordien speelde hij onder meer voor SM Caen en Tours FC. Diarra heeft ook de Franse nationaliteit daar hij in Frankrijk is geboren.
Diarra speelde in de periode 2004-2006 vier wedstrijden voor de Malinese nationale ploeg. Hij maakte zijn debuut op 20 april 2004 tegen Tunesië.